# آکا

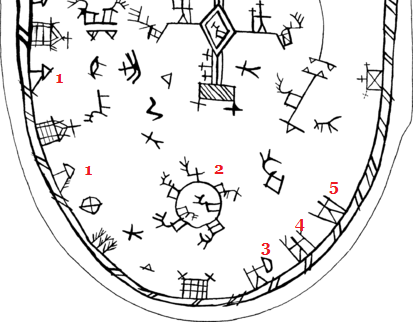
گزیده‌ای از طبل سامی از نوع سامی جنوبی، با سه انگیزه معمولی مشخص شده‌است: انبار (۱)، پوند (۲) و الهه‌های مادر Sáráhkká، Juoksáhkká و Uksáhkká (۳–۵).

آکا یک زن در افسانه‌های شمنیسم سامی، اساطیر فنلاندی و استونیایی است. پرستش آن رایج بود و انواع قربانی، دعا و مناسک مختلف دیگر را به خود اختصای داده‌است. برخی سامی‌ها معتقد بودند که آکا زیر چادرهای آنها زندگی می‌کند. مانند سایر خدایان، نام آن در برخی از نامهای مکان‌های جغرافیایی ظاهر می‌شود و میراثی از حضور سامی را بر جای می‌گذارد.

## اساطیر سامی
- مادراکا، اولین آکا، مادر قبیله، الهه زنان و کودکان بود که بدن انسانی را به انسان‌ها می‌دهد. زنان و دختران متعلق به او هستند، و همچنین پسران تا زمانی که مرد نشده باشند. مادراکا در بین فمینیست‌های مدرن سامی محبوب است. سه دختر او عبارتند از:
  - ساراکا، الهه باروری، قاعدگی، عشق، تمایلات جنسی انسان، بارداری و زایمان. بعد از تولد، زن یک نوع فرنی مخصوص ا ساراکا می‌خورد. سازمان مدرن زنان سامی، Sarahkka در سال ۱۹۸۸ تشکیل شد و به افتخار او اینگونه نامگذاری شده‌است.[۱][۲]
  - یوکاسا با یک تیرکمان محافظ کودکان است.
  - اوکساکا، که جنین را در شکم مادر شکل می‌دهد و جنسیت آنها را مشخص می‌کند.
- یابمه آکا آکای مردگان، الهه جهان زیرزمینی است. او ارواح نوزادان مرده را آرام می‌کند، اما همه ارواح دیگر در اندوه زندگی می‌کنند. گفته می‌شود که سرزمین مردگان او آینه ای از سرزمین زنده هاست، جایی که همه چیز برعکس است؛ بنابراین، مردگان با ملزومات اولیه زندگی (به عنوان مثال چاقو) و هر چیزی که زندگی پس از مرگ آنها را بهتر کند، دفن می‌شوند.

## اساطیر فنلاندی و استونی
در اساطیر فنلاندی، آکا همسر اوکو و الهه باروری است. هنگام عشق ورزیدن آنها، تندر می‌زند. او را می‌توان جنبه زنانهٔ طبیعت، Maaemonen «مادر زمین» دانست که اوکو او را بارور می‌کند.
در اساطیر استونی، او به Maa-Ema معروف است.